# Stenus humilis
Stenus humilis är en skalbaggsart som beskrevs av Wilhelm Ferdinand Erichson 1839. Stenus humilis ingår i släktet Stenus, och familjen kortvingar. Arten är reproducerande i Sverige.